# Anna Ebaju Adeke
Anna Ebaju Adeke (sinh ngày 27 tháng 11 năm 1991), hoặc Anna Adeke Ebaju, hay Anna Adeke, là một luật sư và chính trị gia người Uganda. Cô là một thành viên của Quốc hội được bầu làm đại diện cho Quốc hội Nữ thanh niên quốc gia tại Quốc hội khóa 10 (2016 đến 2021).

## Bối cảnh và giáo dục
Adeke đã theo học tại các trường học ở Ugandan cho giáo dục tiểu học và trung học. Adeke có bằng Cử nhân Luật của Đại học Makerere, trường đại học công lập lớn nhất và lâu đời nhất ở Uganda. Cô cũng có bằng Cao đẳng về Thực hành Pháp lý từ Trung tâm Phát triển Luật.

## Nghề nghiệp
Từ năm 2013 đến 2014, Anna Adeke từng là chủ tịch của Hội sinh viên Đại học Makerere. Tại Makerere, cô đã tranh cử và giành chiến thắng trong Diễn đàn đối lập cho đảng chính trị Thay đổi Dân chủ. Kể từ năm 2015, khi cô hoàn thành các nghiên cứu pháp lý, cô đã được nhận vào Đoàn luật sư ở Uganda. Cô làm việc như một người ủng hộ tại M & K Advocates, ở Kampala. Vào tháng 3 năm 2016, Adeke đã được bầu làm Quốc hội Nữ thanh niên quốc gia mới, trong các cuộc thăm dò quốc gia được tiến hành tại thành phố Hoima của miền Tây Ugandan. Trong cuộc bầu cử quốc gia, bà đã chạy đua với tư cách độc lập. Là một nghị sĩ, bà ủng hộ việc tách Bộ Giới, Lao động, Thanh niên và Phát triển Xã hội, để thành lập Bộ Thanh niên độc lập. Cô cũng làm chiến dịch để tăng tài trợ cho các hội đồng thanh niên địa phương, khu vực và quốc gia. Cô là thành viên của ủy ban quốc hội về kinh tế quốc dân.